# 신문으로 보는 세상
신문으로 보는 세상은 대한민국에서 월~금 오전 9시 40분~10시 40분에 주요 뉴스와 조간신문 내용을 전하는 채널A의 주중 아침 뉴스 프로그램이다.

## 채널A의 뉴스 프로그램
- 굿모닝! 채널A
- 채널A 12시 뉴스
- 채널A 이언경의 세상만사
- 스포츠 베토벤
- 뉴스A